# Víctor Pecci
Víctor Pecci (Asunción, 15 de octubre de 1955) es un extenista profesional paraguayo, considerado el mejor tenista paraguayo en la historia, llegando a ocupar el puesto n.º 9 en el ranking mundial en 1980. 
El mejor momento de su carrera fue en el torneo de Roland Garros de 1979, cuando llegó a la final y fue derrotado por el tenista sueco Björn Borg. En su camino a la final, derrotó al semifinalista (Corrado Barazzutti) y al finalista (Guillermo Vilas) de la edición anterior en sets corridos, al finalista en 1976, Harold Solomon y a Jimmy Connors en las semifinales.
En 1981, Pecci volvió a tener una actuación destacada en el mismo torneo al llegar a las semifinales donde perdió nuevamente ante el sueco Björn Borg. Ese mismo año alcanzó la final en el Abierto Italiano. En los demás torneos de Grand Slam nunca superó la tercera ronda.
En sencillos consiguió 10 títulos. 1976: Madrid, Berlín. 1978: Bogotá. 1979: Niza, Quito, Bogotá. 1980: Santiago de Chile. 1981: Viña Del Mar, Bournemouth. 1983: Viña Del Mar. Fue finalista en 12 torneos 1977: Múnich,  1978: Buenos Aires, Santiago. 1979: Roland Garros, London/Queens Club, Washington, Johannesburgo,  1980: Quito, 1981: Mar Del Plata, Roma, 1984: Kitzbuhel, 1985: Niza.
En dobles consiguió 12 títulos. 1976: San Paulo. 1978: Louisville, Santiago, Milán WCT, Roma, Boston, Viena. 1981: Bournemouth. 1983: Florencia, Roma, Venecia. 198: Washington, siendo dos veces campeón del Abierto Italiano y finalista en Montecarlo y Hamburgo. Finalista 1976: North Conway, 1978: Bogotá, Hamburgo. 1979: Monte Carlo. 1980: Palermo. 1984: Barcelona.
Fue parte del Equipo de Copa Davis de Paraguay entre 1982 y 1990 con un récord de 17-10 en sencillos y 11-7 en dobles. Fue el gran artífice del ascenso de Paraguay al grupo mundial en 1982. En 1983 lograron derrotar a Checoslovaquia, comandada por Ivan Lendl y Tomáš Šmíd, utilizando como locales una cancha de parqué, una superficie extremadamente rápida. Paraguay, si bien nunca pudo superar los cuartos de final de la copa, logró mantenerse en el Grupo Mundial (el de más alto nivel) hasta 1989, y en su período en ese grupo no perdió nunca como local, consiguiendo excelentes victorias ante Nueva Zelanda (de visitante en césped en 1984), Francia (otra vez sobre parqué en 1985), y Estados Unidos (sobre polvo de ladrillo en 1987). 
En su carrera como profesional, le ganó a todos los mejores jugadores de la época, incluyendo a Bjorn Borg, John McEnroe, Jimmy Connors, Ivan Lendl, Guillermo Vilas, Ilie Nastase, Vitas Gerulaitis, Harold Solomon, Eddie Dibbs, Andrés Gómez, José Luis Clerc, Yannick Noah, y otros.
Pecci se retiró en 1990 y ha sido capitán paraguayo de Copa Davis a partir de 2003.
También estuvo ligado a la enseñanza de tenis en Paraguay, así como también ocupó el cargo de Ministro de Deportes entre 2013 y 2018. En la actualidad dirige el Centro de Alto Rendimiento de Tenis para chicos en el Comité Olímpico Paraguayo.
En 2011 la Cámara de Diputados de Paraguay lo nombró "Deportista del Bicentenario" y le otorgó la Orden Nacional al Mérito Comuneros.

## Finales de Grand Slam en sencillos (1)

### Finalista (1)
| Año  | Torneo        | Oponente en la final | Resultado en la final |
| 1979 | Roland Garros | Björn Borg           | 3-6, 1-6, 7-6, 4-6    |

## Títulos en la Era Abierta (10)

### Individuales (10)
| Leyenda                |
| Grand Slam (0)         |
| Tennis Masters Cup (0) |
| ATP Tour (10)          |

| N.º | Fecha                   | Torneo                   | Superficie    | Oponente en la final    | Resultado           |
| --- | ----------------------- | ------------------------ | ------------- | ----------------------- | ------------------- |
| 1.  | 25 de abril de 1976     | Madrid, España           | Tierra Batida | Eric Deblicker          | 7-5 7-6 3-6 2-6 6-4 |
| 2.  | 20 de junio de 1976     | Berlín, Alemania         | Dura          | Han Jurgen Pohmann      | 6-1 6-2 5-7 6-3     |
| 3.  | 19 de noviembre de 1978 | Bogotá, Colombia         | Tierra Batida | Rolf Gehring (Alemania) | 6-4 3-6 6-3 6-3     |
| 4.  | 2 de abril de 1979      | Niza, Francia            | Tierra Batida | John Alexander          | 6-3 6-2 7-5         |
| 5.  | 5 de noviembre de 1979  | Quito, Ecuador           | Tierra Batida | José Higueras           | 2-6 6-4 6-2         |
| 6.  | 12 de noviembre de 1979 | Bogotá, Colombia         | Tierra Batida | Jairo Velasco           | 6-3 6-4             |
| 7.  | 24 de noviembre de 1980 | Santiago, Chile          | Tierra Batida | Christophe Freyss       | 4-6 6-4 6-3         |
| 8.  | 26 de enero de 1981     | Viña del Mar, Chile      | Tierra Batida | José Higueras           | 6-4 6-0             |
| 9.  | 20 de abril de 1981     | Bournemouth, Reino Unido | Tierra Batida | Balazs Taroczy          | 6-3 6-4             |
| 10. | 14 de febrero de 1983   | Viña del Mar, Chile      | Tierra Batida | Jaime Fillol            | 2-6 7-5 6-4         |

### Finalista en individuales (12)
- 1978: Buenos Aires (pierde ante José Luis Clerc)
- 1978: Santiago (pierde ante José Luis Clerc)
- 1979: Roland Garros (pierde ante Björn Borg)
- 1979: Queen's Club (pierde ante John McEnroe)
- 1979: Washington (pierde ante Guillermo Vilas)
- 1979: Johannesburgo-2 (pierde ante Andrew Pattison)
- 1980: Quito (pierde ante José Luis Clerc)
- 1981: Mar del Plata (pierde ante Guillermo Vilas)
- 1981: Roma (pierde ante José Luis Clerc)
- 1984: Kitzbuhel (pierde ante José Higueras)
- 1985: Niza (pierde ante Henri Leconte)